# Station Bütgenbach
Station Butgenbach was een station aan de lijn 45A in de Belgische provincie Luik. Tot 2001 stopten hier treinen van de Vennbahn vzw. Ook reed hier tot 2001 een toeristentrein. Tot 2003 werd het station nog gebruikt voor het goederenvervoer.
Het station stond aan de oostkant van Bütgenbach aan de Seestrasse. Bijna direct achter het station ligt een stuwmeer, het Meer van Bütgenbach.
0,0: Jünkerath ·
4,2: Stadtkyll ·
7,4: Kronenburg ·
10,5: Hallschlag ·
16,3: Losheim ·
2,3: Losheimergraben ·
5,5: Honsfeld ·
8,3: Büllingen ·
10,5: Bütgenbach ·
14,9: Weywertz